# NWA Southern Tag Team Championship
L'NWA Southern Tag Team Championship (Florida version) è stato un titolo difeso nella divisione tag team della federazione Championship Wrestling from Florida, facente parte del territorio della National Wrestling Alliance.

## Storia
È stato il titolo di coppia più importante conteso nel territorio della Florida della NWA. Il titolo debuttò nel 1960 e venne abbandonato nel 1971.

## Albo d'oro
Le righe con lo sfondo verde indicano un grande spazio temporale tra i due match da essa suddivisi.
| Lottatori                                                  | Regni | Data              | Luogo             | Note                        |
| ---------------------------------------------------------- | ----- | ----------------- | ----------------- | --------------------------- |
| The Mighty Yankees                                         | 1     | Aprile 1960       |                   |                             |
| Don Curtis e Eddie Graham                                  | 1     | 10 maggio 1960    | Tampa (Florida)   |                             |
|                                                            |       |                   |                   |                             |
| Don Curtis e Bob Ellis                                     | 1     | Marzo 1964        |                   |                             |
|                                                            |       |                   |                   |                             |
| The Corsicans                                              | 1     | Aprile 1965       |                   |                             |
|                                                            |       |                   |                   |                             |
| George Becker e Johnny Weaver                              | 1     | Febbraio 1967     |                   |                             |
| Black Jack Daniels e Stan Kowalski                         | 1     | 14 Febbraio 1967  | Tampa             |                             |
| Don Curtis e José Lothario                                 | 1     | 13 Marzo 1967     | Orlando (Florida) |                             |
| Rocket e Sputnik Monroe                                    | 1     | 3 Aprile 1967     | Orlando           |                             |
| Buddy Fuller e Lester Welch                                | 1     | 25 Aprile 1967    | Tampa             |                             |
| Aldo Bogni e Bronko Lubich                                 | 1     | 21 Novembre 1967  | Tampa             |                             |
| Eddie Graham e Lester Welch                                | 1     | 20 Febbraio 1968  | Tampa             |                             |
| Aldo Bogni e Bronko Lubich                                 | 2     | 11 Marzo 1968     | West Palm Beach   |                             |
| José Lothario e Joe Scarpa                                 | 1     | 23 Aprile 1968    | Tampa             |                             |
| Boris Malenko e Johnny Valentine                           | 1     | 6 Agosto 1968     | Tampa             |                             |
| José Lothario e Joe Scarpa                                 | 2     | 31 Agosto 1968    | Tampa             |                             |
| The Blue Infernos                                          | 1     | 24 Settembre 1968 | Tampa             |                             |
| José Lothario e Joe Scarpa                                 | 3     | 8 Ottobre 1968    | Tampa             |                             |
| Louie Tillet e Tarzan Tyler                                | 1     | 29 Ottobre 1968   | Tampa             |                             |
| The Medics                                                 | 1     | 22 Gennaio 1969   | Miami             |                             |
| Il titolo diventa inattivo da Gennaio 1969 a febbraio 1970 |       |                   |                   |                             |
| Buddy Fuller e Bob Roop                                    | 1     | Febbraio 1970     |                   | I titoli vengono assegnati. |
| Dante e The Great Mephisto                                 | 1     | 10 Febbraio 1970  | Tampa             |                             |
|                                                            |       |                   |                   |                             |
| José Lothario e Dory Funk                                  | 1     | 9 Febbraio 1971   | Tampa             | Sconfiggono The Medics.     |
| Il titolo viene abbandonato                                |       |                   |                   |                             |